# Will Keane
William David Keane (sinh ngày 11 tháng 1 năm 1993) là một cầu thủ bóng đá người Anh chơi ở vị trí tiền đạo cho câu lạc bộ Hull City. Năm 2009 anh kết thúc sự nghiệp cầu thủ trẻ tại Học viện Manchester United và bắt đầu thi đấu chuyên nghiệp tại giải Premier League trong đội hình một của Manchester United. Anh là người anh sinh đôi của Michael Keane, hiện đang là trung vệ của Everton.

## Sự nghiệp câu lạc bộ
Keane bắt đầu sự nghiệp bóng đá chuyên nghiệp tại Premier League và cũng là trận đấu đầu tiền tại đội hình A của ManU vào ngày 31 tháng 12 năm 2011 trong trận đấu mà Manchester United để thua Blackburn Rovers với tỉ số 3-2 khi anh được vào sân để thay thế hậu vệ Rafael.

## Sự nghiệp quốc tế
Keane lần đầu thi đấu cho Anh ở cấp độ U-16 trong chiến thắng 3-1 trước Nga vào năm 2009. Anh ghi được một bàn trong ba trận. Anh cũng tham gia đội U-17 Anh và giúp đội tuyển vô địch Giải U-17 châu Âu 2010. Tổng cộng anh có 15 lần ra sân và ghi được ba bàn thắng cho đội bóng. Sau đó là đến U-19 Anh. Anh đã được gọi lên đội U-21 Anh vào năm 2011. Anh xuất hiện đầu tiên cho U-21 Anh trong chiến thắng 5-0 trước Iceland, từ băng ghế dự bị để thay thế cho tiền vệ Chelsea Josh McEachran ở phút 78.

## Thống kê
| Câu lạc bộ        | Mùa giải  | Giải quốc nội | Giải quốc nội | Cúp quốc gia | Cúp quốc gia | League Cup | League Cup | Châu Âu | Châu Âu | Khác | Khác | Tổng cộng | Tổng cộng |
| Câu lạc bộ        | Mùa giải  | Trận          | Bàn           | Trận         | Bàn          | Trận       | Bàn        | Trận    | Bàn     | Trận | Bàn  | Trận      | Bàn       |
| ----------------- | --------- | ------------- | ------------- | ------------ | ------------ | ---------- | ---------- | ------- | ------- | ---- | ---- | --------- | --------- |
| Manchester United | 2010–11   | 0             | 0             | 0            | 0            | 0          | 0          | 0       | 0       | 0    | 0    | 0         | 0         |
| Manchester United | 2011–12   | 1             | 0             | 0            | 0            | 0          | 0          | 0       | 0       | 0    | 0    | 1         | 0         |
| Manchester United | Tổng cộng | 1             | 0             | 0            | 0            | 0          | 0          | 0       | 0       | 0    | 0    | 1         | 0         |
| Tổng cộng         | Tổng cộng | 1             | 0             | 0            | 0            | 0          | 0          | 0       | 0       | 0    | 0    | 1         | 0         |